# Revue de santé publique
Une revue de santé publique est une revue scientifique consacrée au domaine de la santé publique, qui comprend l’épidémiologie, la biostatistique, les services de santé et soins de santé (dont la médecine, les soins infirmiers et les domaines connexes), la prévention des maladies ou la promotion de la santé. Les revues de santé publique, comme la plupart des revues scientifiques, sont évaluées par des pairs. Les revues de santé publique sont le plus souvent publiées par des organismes de santé, comme pour le « Bulletin de l’Organisation mondiale de la santé », la revue "Santé Publique" (éditée par la Société Française de Santé Publique) ou la « Revue d’épidémiologie et de santé publique » (publié par la British Medical Association).
L’augmentation de la recherche dans le domaine de la santé publique ces dernières décennies a eu pour conséquence une progression rapide du nombre d’articles et de revues. Ainsi, de nombreuses revues de santé publique spécialisées ont fait leur apparition, comme dans le domaine des politiques de santé publique (par exemple, « Journal of Public Health Policy »), sur une région ou un pays du monde en particulier (« Asia-Pacific Journal of Public Health », « Pan American Journal of Public Health » ou « Eastern Mediterranean Health Journal », un domaine d’intervention ou de pratique particulier (« Cancer Epidemiology, Biomarkers & Prevention ») ou d’autres domaines spécifiques (« Human Resources for Health »).